# Bretonvillers
Bretonvillers ist eine französische Gemeinde mit 285 Einwohnern (Stand: 1. Januar 2022) im Département Doubs in der Region Bourgogne-Franche-Comté.

## Geographie
Bretonvillers liegt auf 700 m Meereshöhe, sieben Kilometer östlich von Pierrefontaine-les-Varans und etwa 35 Kilometer südsüdwestlich der Stadt Montbéliard (Luftlinie). Das Dorf erstreckt sich im Jura, auf einer breiten Geländeterrasse hoch über dem Tal des Dessoubre. Das Gemeindegebiet gehört zum Regionalen Naturpark Doubs-Horloger.
Die Fläche des 13,66 km² großen Gemeindegebiets umfasst einen Abschnitt des französischen Juras. Der zentrale Teil des Gebietes wird von der Terrasse von Bretonvillers eingenommen, die durchschnittlich auf 700 m liegt. Sie ist überwiegend von Wies- und Weideland bestanden. Östlich des Dorfes beginnt das kurze, aber tief in das Plateau eingeschnittene Erosionstal eines kurzen Seitenbachs des Dessoubre, welcher die östliche Grenze bildet. Gegen Süden fällt das Plateau mit einem Steilhang zum ungefähr 250 m tiefer gelegenen Dessoubre-Tal ab. Die Hänge werden an verschiedenen Orten von Kalkfelswänden überragt. Die Gemeindegrenze verläuft meist entlang dem Dessoubre, der mit gewundenem Lauf nach Osten durch eine maximal 300 m breite, flache Talniederung fließt, sowie im Westen entlang dessen Zufluss Reverotte. Im Norden wird die Geländeterrasse von einem breiten Höhenrücken flankiert, der sich vom Belmont nordostwärts parallel zum Dessoubre-Tal bis zum Montaigu hinzieht und die Terrasse von Bretonvillers vom westlich gelegenen Becken von Pierrefontaine trennt. Mit 922 m wird auf der Nordostabdachung des Belmont die höchste Erhebung von Bretonvillers erreicht.
Zu Bretonvillers gehören neben dem eigentlichen Ort auch verschiedene Weiler und Einzelhöfe, nämlich:
- Le Saucet (700 m) auf der Geländeterrasse über dem Zusammenfluss von Reverotte und Dessoubre
- Le Val (453 m) im tief eingeschnittenen Tal des Dessoubre
- La Joux (790 m) auf dem Höhenrücken, nördlich der Krete von La Racine

Nachbargemeinden von Bretonvillers sind Chamesey im Norden, Longevelle-lès-Russey und Rosureux im Osten, Plaimbois-du-Miroir und Plaimbois-Vennes im Süden sowie Pierrefontaine-les-Varans im Westen.

## Geschichte
Funde aus dem Mesolithikum und dem Neolithikum sind Zeugen für eine sehr frühe Besiedlung des Gemeindegebietes von Bretonvillers. Im Mittelalter gehörte Bretonvillers teils zur Herrschaft Vennes, teils zu jener von Belvoir. Zusammen mit der Franche-Comté gelangte das Dorf mit dem Frieden von Nimwegen 1678 an Frankreich.
Mit 1. Januar 2009 erfolgte eine Änderung der Arrondissementszugehörigkeit der Gemeinde. Bislang zum Arrondissement Montbéliard gehörend, kamen alle Gemeinden des Kantons zum Arrondissement Pontarlier.

## Bevölkerung
| Jahr                       | 1962 | 1968 | 1975 | 1982 | 1990 | 1999 | 2016 |
| Einwohner                  | 379  | 362  | 308  | 251  | 236  | 240  | 276  |
| Quellen: Cassini und INSEE |      |      |      |      |      |      |      |

Mit 285 Einwohnern (Stand 1. Januar 2022) gehört Bretonvillers zu den kleinen Gemeinden des Départements Doubs. Nachdem die Einwohnerzahl in der ersten Hälfte des 20. Jahrhunderts stets im Bereich zwischen 380 und 470 Personen gelegen hatte, wurde seit Beginn der 1960er Jahre ein kontinuierlicher Bevölkerungsrückgang verzeichnet.

## Sehenswürdigkeiten
Die Kirche Notre-Dame de la Nativité wurde 1766 neu erbaut; der Glockenturm stammt von 1827. Zu den weiteren Sehenswürdigkeiten zählen der Brunnen Saint-Joseph und das Monument de la Vierge. Im Ortskern sind verschiedene Bauernhäuser im traditionellen Stil der Franche-Comté aus dem 17. bis 19. Jahrhundert erhalten, wobei das älteste von 1610 datiert. Im Weiler Le Saucet befindet sich eine Kapelle.

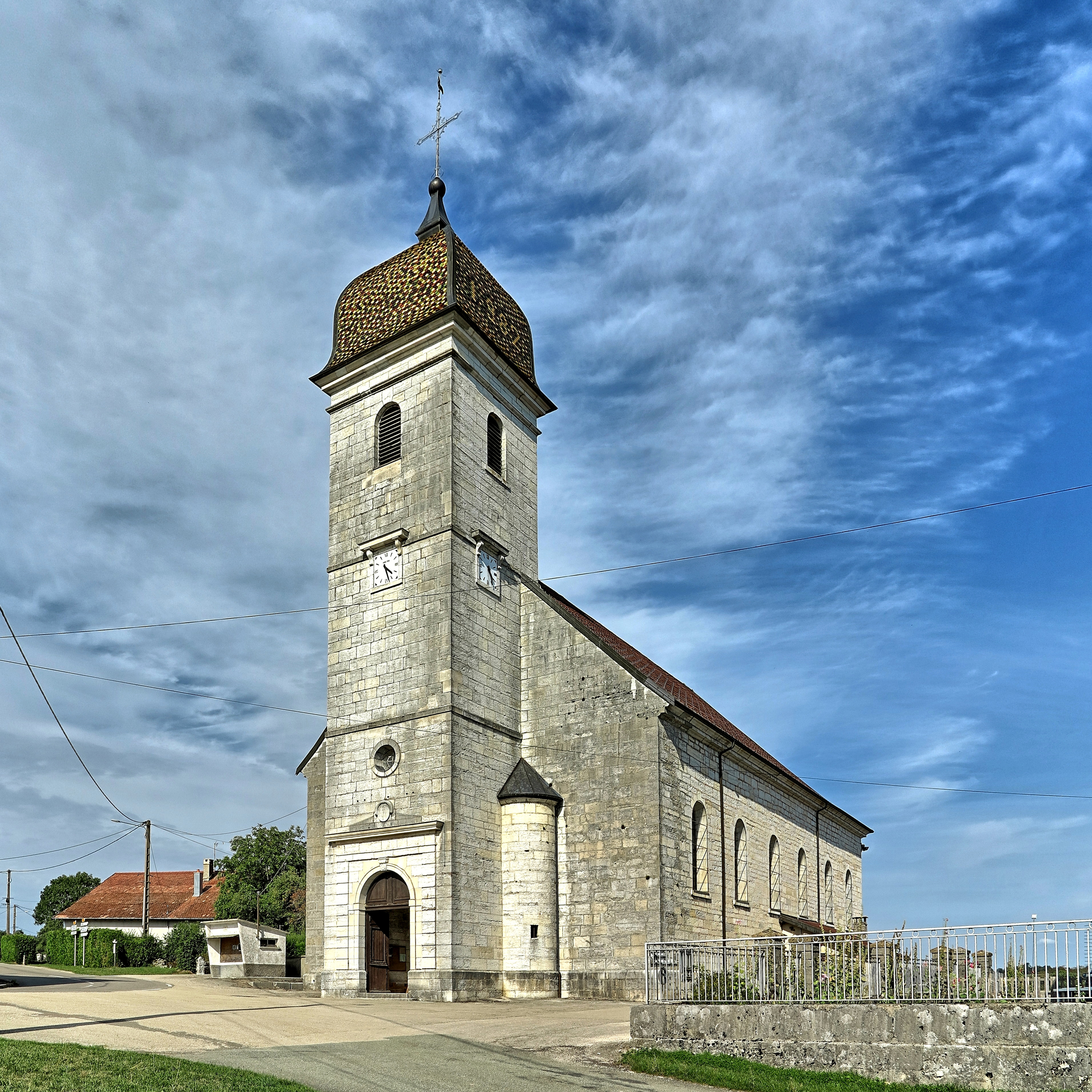
Kirche Notre-Dame de la Nativité
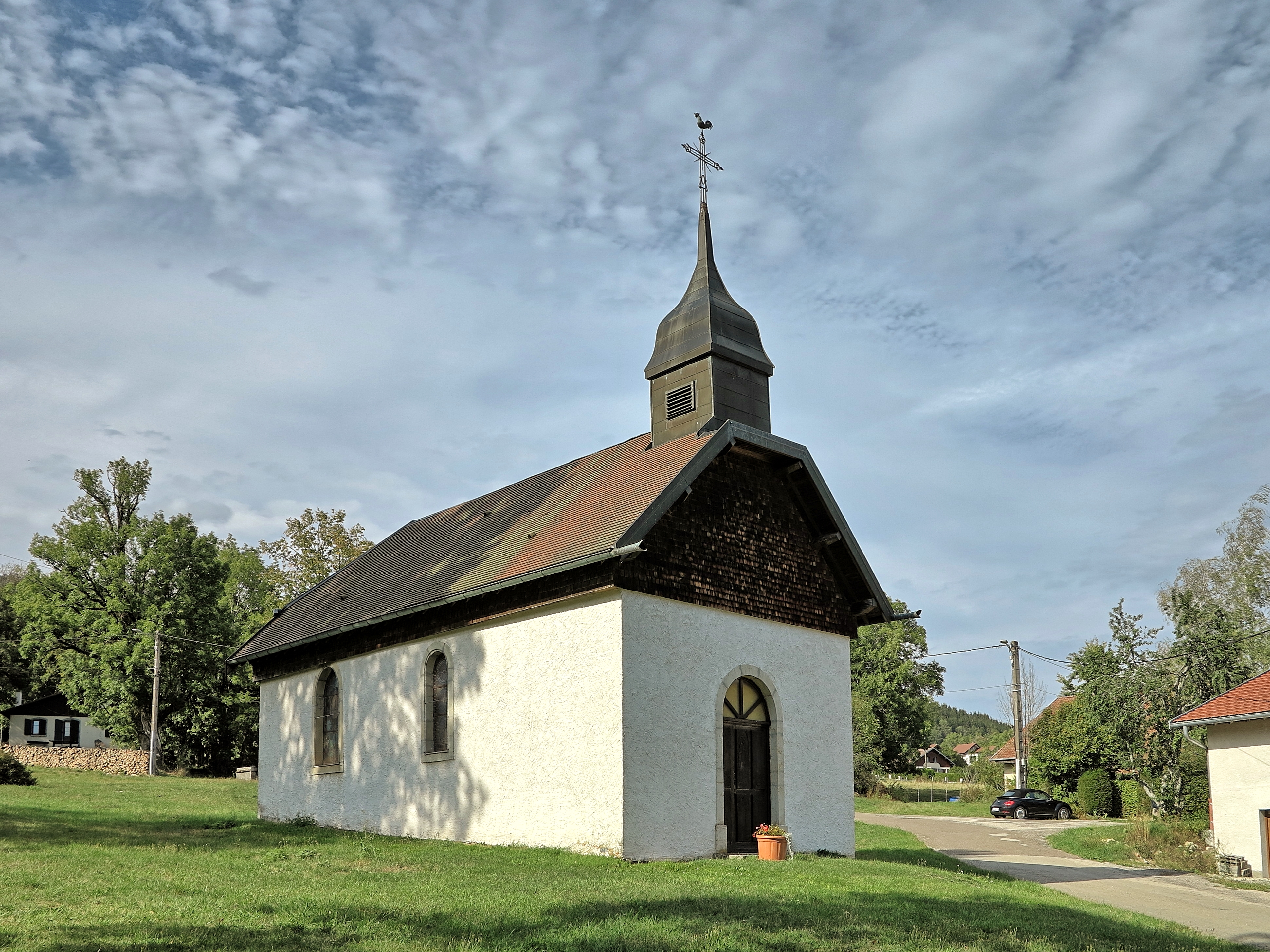
Kapelle Le Sauzet

## Wirtschaft und Infrastruktur
Bretonvillers war bis weit ins 20. Jahrhundert hinein ein vorwiegend durch die Landwirtschaft (Viehzucht und Milchwirtschaft, etwas Acker- und Obstbau) geprägtes Dorf. Daneben gibt es heute einige Betriebe des lokalen Kleingewerbes, vor allem in der Holzverarbeitung sowie ein Polierwerk. Viele Erwerbstätige sind auch Wegpendler, die in den größeren Ortschaften der Umgebung ihrer Arbeit nachgehen.
Die Ortschaft liegt abseits der größeren Durchgangsstraßen. Straßenverbindungen bestehen mit Belleherbe, Longevelle-lès-Russey, Laviron und der Straße durch das Dessoubre-Tal.